# Celtis tournefortii
Celtis tournefortii Lam. è una pianta della famiglia  delle Cannabaceae. 

## Distribuzione e habitat
L'areale della specie si estende dalla penisola balcanica sino all'Iran. In Italia la sua presenza è limitata alla Sicilia.

## Tassonomia
Sono note le seguenti sottospecie:
- Celtis tournefortii subsp. tournefortii - sottospecie nominale
- Celtis tournefortii subsp. aetnensis (Tornab.) Raimondo & Schicchi, endemismo della Sicilia